# Майский Жук (Брянская область)
Майский Жук — посёлок в Брасовском районе Брянской области, в составе Вороновологского сельского поселения. 
 Расположен в 5 км к западу от пгт Локоть, у автодороги М3 Москва—Киев. Постоянное население с 2003 года отсутствует.

## История
Возник в 1920-е годы; до 1975 входил в Городищенский 1-й, Брасовский сельсовет.
В 2006—2009 гг. из-за опечатки в официальных документах числился в Веребском сельском поселении.
| Годы      | 1926 | 1979 | 1989 | 2002 | 2010 |
| --------- | ---- | ---- | ---- | ---- | ---- |
| Население | 78   | 33   | 10   | 2    | 0    |